# 11. lipnja
11. lipnja (11. 6.) 162. je dan godine po gregorijanskom kalendaru (163. u prijestupnoj godini).
Do kraja godine ima još 203 dana.

## Događaji
- 1509. – Sklopljen brak između Henrika VIII. i Kararine Aragonske
- 1525. – knez Krsto Frankopan sa 6 000 vojnika oslobodio grad Jajce od turske opsade i opskrbio ga hranom i oružjem. Taj njegov junački podvig odjeknuo je u Europi.
- 1580. – Juan de Garay osnovao Buenos Aires
- 1899. – Papa Leon XIII. posvećuje cijeli svijet Srcu Isusovu.[1]
- 1901. – Novi Zeland anektirao Cookovo otočje
- 1940. – Drugi svjetski rat: Britanske snage bombardirale Genovu i Torino.
- 1949. – u zatvoru Udbe u Beogradu ubijen Andrija Hebrang.
- 1992. – U operaciji HVO Čagalj oslobođeni Orlovac, Hum i vojarna JNA Helidrom.[2]
- 1996. – Prva utakmica hrvatske nogometne reprezentacije na nekom velikom natjecanju. Pobjeda protiv Turske 1:0 golom Gorana Vlaovića
- 2009. – Svinjska gripa od WHO je proglašena pandemijom.
- 2011. – U Splitu je održan prvi Split Pride, koji je prekinut je zbog divljanja prosvjednika.

| - 1456. – Anne Neville, supruga Rikarda III. († 1485.) - 1572. – Ben Jonson, engleski dramatičar († 1637.) - 1672. – Francesco Antonio Bonporti, talijanski svećenik i skladatelj († 1749.) - 1723. – Johann Georg Palitzsch, njmeački astronom († 1788.) - 1776. – John Constable, britanski umjetnik († 1837.) - 1842. – Carl von Linde, njemački inženjer i industrijalac († 1934.) - 1864. – Richard Strauss, njemački skladatelj († 1949.) - 1868. – Antun Radić, hrvatski političar († 1919.) - 1871. – Stjepan Radić, hrvatski političar († 1928.) - 1908. – Francisco Marto, portugalski katolički blaženik († 1919.) - 1934. – Smiljka Bencet-Jagarić, hrvatska glumica († 2023.) - 1947. – Alojzije Jembrih, hrvatski znanstvenik - 1964. – Jean Alesi, francuski vozač Formule 1 - 1964. – Dražen Mikulić, hrvatski glumac - 1965. – Davor Moravek, hrvatski liječnik i pisac - 1970. – Venja Drkin, rusko-ukrajinski pjevač († 1999.) - 1997. – Unai Simón, španjolski nogometaš | - 323. pr. Kr. – Aleksandar Veliki (* 356. pr. Kr.) - 1183. – Henrik Mladi, engleski princ (* 1155.) - 1298. – Jolanda Poljska – poljska blaženica mađarskoga porijekla (* 1235.) - 1488. – Jakov III., kralj Škotske - 1859. – Klemens Wenzel Lothar Metternich, austrijski državnik i političar (* 1773.) - 1903. – Nikolaj Bugajev, ruski matematičar (* 1837.) - 1903. – Aleksandar Obrenović, srpski kralj (* 1876.) - 1934. – Lav Vigotski, ruski psiholog (* 1896.) - 1949. – Andrija Hebrang (otac), hrvatski političar i državnik (* 1899.) - 1963. – Thích Quảng Đức, vijetnamski budist (* 1897.) - 1970. – Aleksandar Kerenski, ruski revolucionarni premijer (* 1881.) - 1979. – John Wayne, američki filmski glumac (* 1907.) - 2008. – Ove Andersson, švedski reli-vozač (* 1938.) - 2012. – Teófilo Stevenson, kubanski boksaš (* 1952.) |

## Blagdani i spomendani
- Kamehameha Day- dan državnosti na Havajima, SAD